# Borgonovo Val Tidone
Pour les articles homonymes, voir Borgonovo.
Borgonovo Val Tidone est une commune italienne de la province de Plaisance, dans la région Émilie-Romagne.

## Administration
| Période                                  | Période | Identité | Étiquette | Qualité |
| ---------------------------------------- | ------- | -------- | --------- | ------- |
|                                          |         |          |           |         |
| Les données manquantes sont à compléter. |         |          |           |         |

### Hameaux
Agazzino, Bilegno, Breno, Castelnovo Val Tidone, Corano, Fabbiano, Mottaziana.

### Communes limitrophes
Agazzano, Castel San Giovanni, Gragnano Trebbiense, Nibbiano, Pianello Val Tidone, Rottofreno, Sarmato,  Ziano Piacentino.